# Thomas Mifflin
Thomas Mifflin (Filadelfia, 10 gennaio 1744 – Lancaster, 20 gennaio 1800) è stato un politico statunitense.
Fu il primo governatore della Pennsylvania dal 1790 al 1799.

## Biografia
Thomas Mifflin nacque nel 1744 a Filadelfia, città in cui la sua famiglia viveva già da diverse generazioni. Suo padre era già inserito nell'ambiente politico, sedeva infatti al Concilio del Governatore ed era uno degli amministratori dell'attuale Università della Pennsylvania. Una volta diplomato, nel 1760, decise di crearsi una carriera nel mondo del commercio, divenne il pupillo di un mercante già anziano e nel 1765 fondò con uno dei fratelli più giovani una società di esportazioni ed importazioni. Nello stesso periodo Mifflin si sposò e grazie alla ricchezza della famiglia sua e di sua moglie, entrò nell'alta società. L'ascesa fu facilitata dalla presenza di Mifflin nei più importanti circoli mondani e di beneficenza, attraverso i quali si guadagnò la considerazione dei politici cittadini e, nel 1771, fu eletto governatore di Filadelfia a soli 27 anni.
La sua attività mercantile lo aveva già posto contro la corona, essendo ovviamente contrario all'aumento delle tasse sui prodotti che venivano esportati ed importati, ma fu la conoscenza di Samuel Adams, avvenuta nell'estate del 1773, a portare Mifflin ad impegnarsi attivamente contro la dominazione inglese.
Ben conscio che la guerra sarebbe arrivata, Mifflin non si tirò indietro e si impegnò per organizzare una milizia nella sua città e, benché totalmente inesperto dal punto di vista militare, ottenne comunque il grado di maggiore. La sua permanenza al fronte fu breve: confidendo nella sua esperienza ed integrità, nel 1775 Washington lo incaricò di sovrintendere ai rifornimenti delle truppe e agli spostamenti delle milizie.
Con l'aumento dell'esercito aumentavano anche le responsabilità ed il lavoro di Mifflin che avanzò diverse proposte di riforma dei rifornimenti al Congresso. Quando queste vennero approvate tuttavia Mifflin si trovava in una Filadelfia accerchiata e, prima che potesse apportare i cambiamenti desiderati, la città cadde e poco dopo, nel 1779 Mifflin si dimise.
Eletto nel 1790 Governatore della Pennsylvania mantenne la propria lealtà a George Washington appoggiandolo nel sostenere il primato del governo centrale rispetto a quello locale. Si dimostrò capace di vedere oltre i propri interessi, infatti nel 1794 mandò l'esercito per sedare la cosiddetta Rivolta del Whikey. Sebbene egli conoscesse i rivoltosi e le loro motivazioni, e in parte concordasse con loro, sostenne che il bene di un risultato a lungo termine e ad ampio raggio era più importante del preservare meri interessi locali.
Si preoccupò di finanziare scuole ed industrie per migliorare il tenore di vita finché nel 1799 rassegnò le proprie dimissioni morendo il 20 gennaio del nuovo secolo.